# 梵蒂岡消防大隊

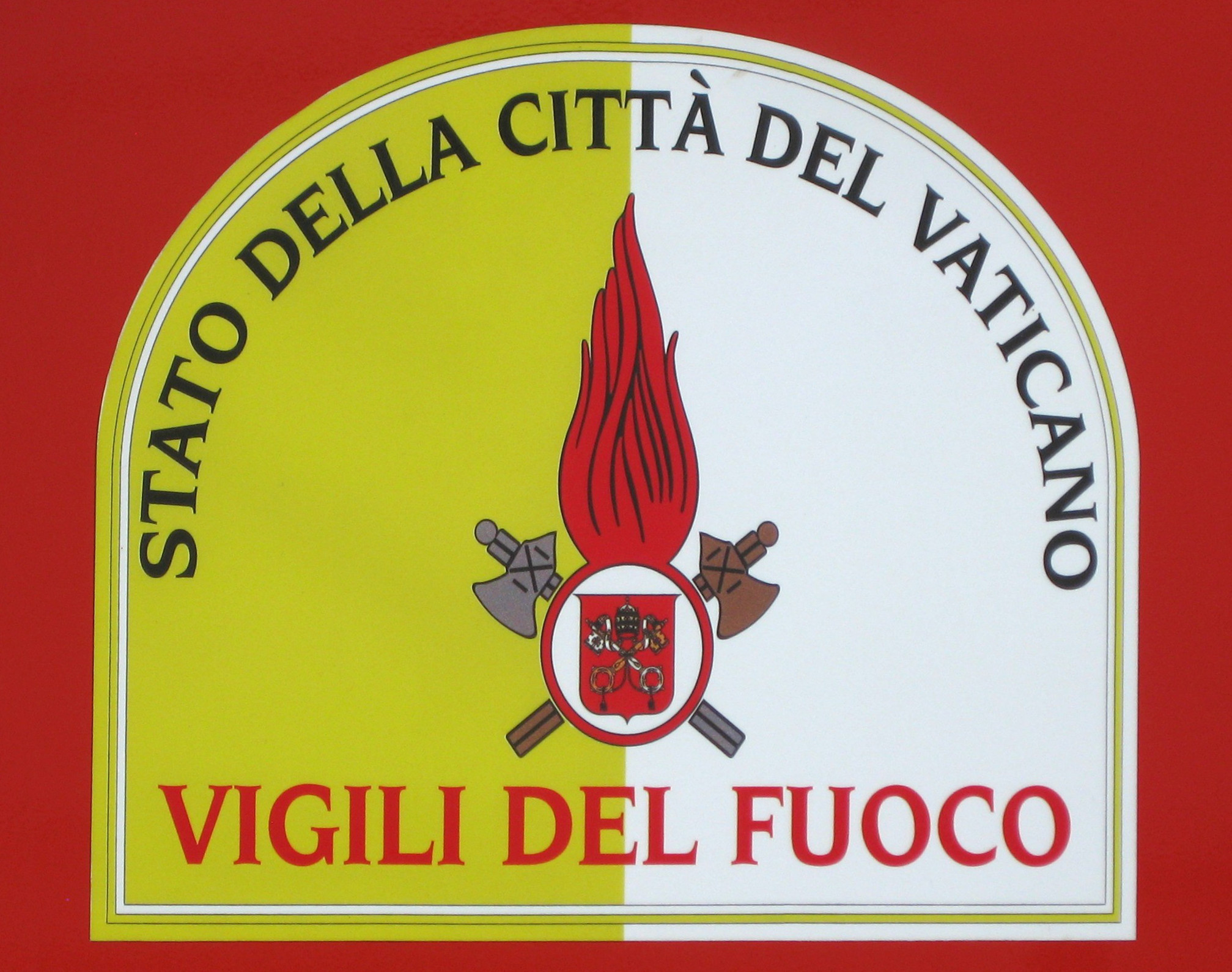
徽章

梵蒂岡消防大隊（義大利語：Corpo dei vigili del fuoco dello Stato della Città del Vaticano）是隸屬於梵蒂岡的消防隊。它由教宗庇护十二世于1941年以现在的形式创立，尽管它的起源要古老得多。
部队的主保聖人是教宗良四世，传统上将博尔戈地区的一场大火奇迹般地熄灭（拉斐尔的博尔戈大火壁画代表的事件）和巴爾巴拉，也是意大利消防员的主保聖人。部队庆祝活动的周年纪念日是每年12月4日。

## 歷史
1820年，負責守護教宗國之軍隊成立一支武裝消防隊。雖然這支武裝消防隊名義上隸屬於軍方，然而到了20世紀初，他們的職責為負責消防和民防工作。
1941年，庇護十二世將該支武裝消防隊改組為梵蒂岡消防大隊，他們必須在意大利罗马接受與消防相關的培訓，該消防大隊之駐地於宗座宮。

## 職責
虽然梵蒂冈城面积小，危险火灾很少发生，但消防大队平均每天不止一次出动，以应对急救、民防、救援、洪水等各种技能要求，或只是车辆的移动，或提供起重或移动设备。
梵蒂岡消防大隊的主要職責為設置及維護梵蒂岡的消防設備。 
他們經常救助於參觀聖伯多祿大殿時感到不適之遊客。

## 人數
梵蒂岡消防大隊1941年成立時只有10人，現在已擴充至37人。 

## 招募標準
梵蒂岡消防大隊之新進成員必須是年齡不超過 25 歲之未婚男性，並且是天主教徒。

## 设备
梵蒂冈消防大队是一支现代化、装备精良的国家消防队，队员身穿消防防护服，佩戴消防头盔。 它们具备处理各种消防、救援、急救和民防场景的能力。所有消防设备（高空液压平台除外）都使用能够通过狭窄街道和狭窄或难以进入的地点的车辆类型。 主消防车（欧霸Daily Magirus）和救援车（梅赛德斯-奔驰斯宾特）的车身特别窄，便于进出。